# Фурчены
Фурчень (рум. Furceni) — село в Оргеевском районе Молдавии. Наряду с сёлами Иванча и Бранешты входит в состав коммуны Иванча.

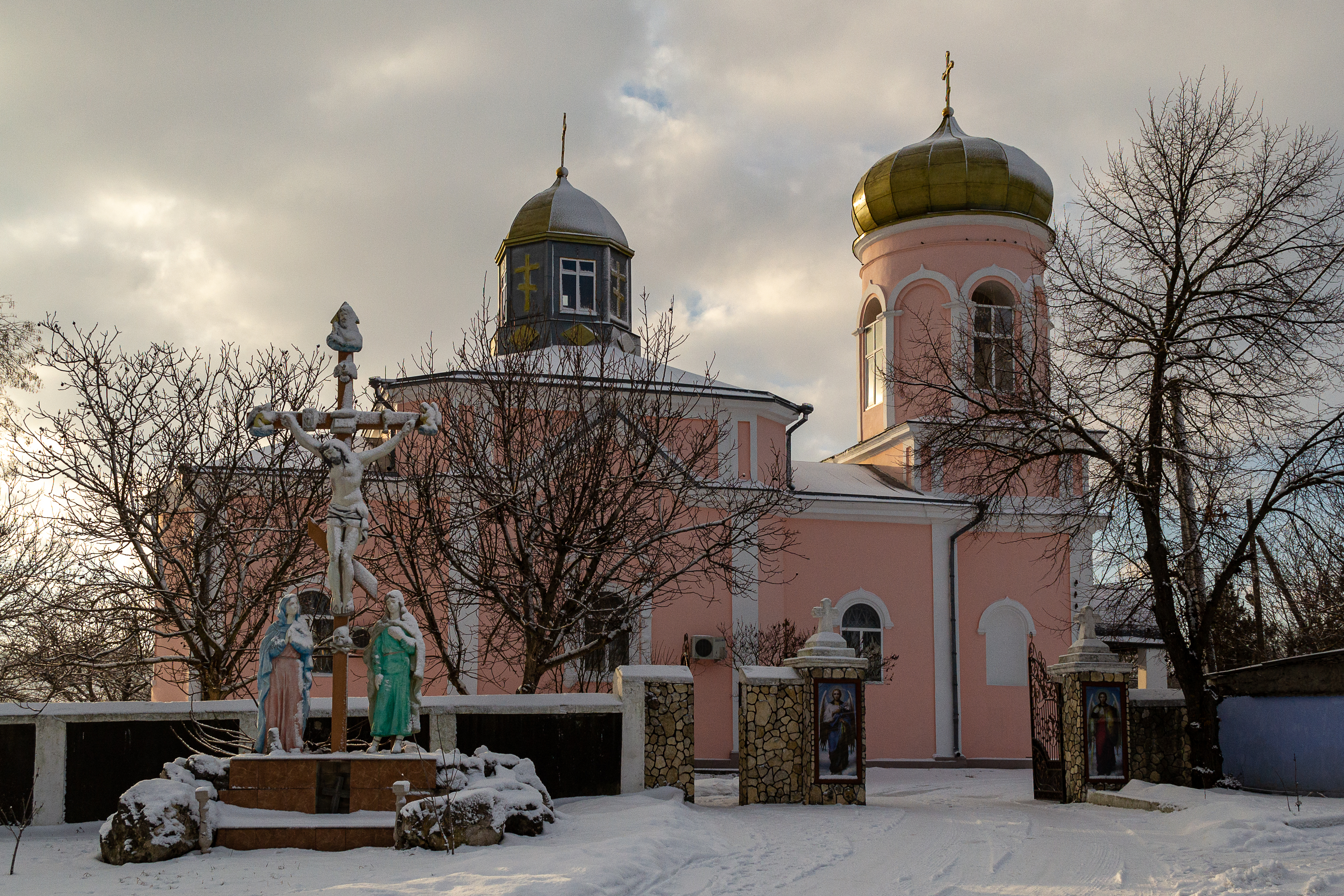
Церковь Святого Архангела Михаила

## География
Село расположено на высоте 41 метров над уровнем моря.

## Население
По данным переписи населения 2004 года, в селе Фурчень проживает 1280 человек (635 мужчин, 645 женщин).
Этнический состав села:
| Национальность | Число жителей | Процентный состав |
| -------------- | ------------- | ----------------- |
| молдаване      | 1263          | 98,67             |
| румыны         | 7             | 0,55              |
| русские        | 5             | 0,39              |
| украинцы       | 4             | 0,31              |
| прочие         | 1             | 0,08              |
| Всего          | 1280          | 100 %             |

## Достопримечательности
В ущелье в пойме реки Реут находится историко-археологический памятник Старый Орхей.